# Список умерших в 694 году

## Август
- 29 августа — Себби — король Эссекса (664—694).

## Дата смерти неизвестна или требует уточнения
- Агнелл Неаполитанский, епископ Неаполя (672/673—693/694); святой, почитаемый в Римско-католической церкви.
- Думнагуал ап Эугейн — король Альт Клуита (693—694).
- Ирбад ибн Сария — сподвижник пророка Мухаммада.
- Павел III — константинопольский патриарх (688—694), святой православной церкви.
- Радоальд — герцог Фриуля.
- Стефан, епископ Кёльна (с ок. 690).